# Jürgen Leiblein
Jürgen Leiblein (* 12. Mai 1949 in Marlow, Landkreis Rostock) ist ein deutscher Politiker (Ost-CDU, CDU).

## Leben
Jürgen Leiblein besuchte 1963 bis 1967 die Erweiterte Oberschule und machte 1967 das Abitur. 1967 bis 1971 studierte er an der Universität Rostock und schloss das Studium als Diplomagraringenieur ab. 1972 bis 1974 leistete er Kriegsdienst bei der NVA. Danach arbeitete er in leitender Position in einer LPD Pflanzenproduktion. 1985 bis 1990 war er Vorsitzender der LPG (P) Wöpkendorf. Im Juli 1990 wurde er Geschäftsführer der dortigen agrar. GmbH.
Jürgen Leiblein ist katholisch, verheiratet und hat zwei Kinder.

## Politik
1974 trat er in die Blockpartei CDU ein und war dort seit 1980 Kreisvorstand der CDU Ribnitz-Damgarten. 
Bei der Landtagswahl in Mecklenburg-Vorpommern 1990 wurde er als Direktkandidat im Wahlkreis 17 (Rostock-Land – Ribnitz-Damgarten) mit 38,5 % der Stimmen in den Landtag Mecklenburg-Vorpommern gewählt.
Mit seinem Mandatsverzicht am 31. Mai 1991 schied er aus dem Landtag aus. Nachrücker war Renate Holznagel.